# Milo Qirko
Milo Qirko war ein albanischer Politiker der Partei der Arbeit Albaniens, der unter anderem zwischen 1962 und 1974 Kommunikationsminister Albaniens war.

## Leben
1961 war Qirko Erster Vizeminister für Kommunikation. Er wurde auf dem 4. Parteitag (13. Februar bis 20. Februar 1961) auch Kandidat des Zentralkomitees (ZK) der Partei der Arbeit Albaniens (Partia e Punës e Shqipërisë, PPSh).
Am 16. Juli 1962 wurde Qirko als Nachfolger von Tonin Jakova Kommunikationsminister in der dritten Regierung von Ministerpräsident Mehmet Shehu. Er bekleidete dieses Amt bis zum 30. Oktober 1974 und wurde danach durch Luan Babameto abgelöst.
Am 10. September 1966 wurde er für die Partei der Arbeit Albaniens PPSh erstmals zum Mitglied der Volksversammlung (Kuvendi Popullor) gewählt, der er von der sechsten bis zur achten Legislaturperiode am 21. Februar 1978 angehörte. Auf dem 5. Parteitag (1. November bis 8. November 1966) wurde er schließlich Mitglied des ZK der PPSh.